# Riley (Kansas)
Riley – miasto w Stanach Zjednoczonych, w stanie Kansas, w hrabstwie Riley.